# Saxton
Saxton – wieś w Anglii, w hrabstwie North Yorkshire. Leży 21 km na południowy zachód od miasta York i 268 km na północ od Londynu.